# Afrika-Verein deutscher Katholiken
Der Afrika-Verein deutscher Katholiken wurde im Jahr 1888 in Köln gegründet, damit „das finstere Heidenthum mit seinen Greueln aus ihrer Mitte verbannt werde“. Er stand unter dem Schutz des Erzbischofs von Köln.
Anregung fanden die Gründer des Vereins in der französischen Antisklavereibewegung, begründet durch den Kardinal Lavigerie. Lavigerie, Erzbischof von Karthago und Primas von Afrika hatte die Bewegung initiiert, um gegen die in Afrika stark verbreitete Sklaverei vorzugehen. Dem folgend erklärte auch der Afrika-Verein deutscher Katholiken die „Erhaltung und Hebung der Bevölkerung Africa’s durch Unterdrückung des Sklavenhandels und der Sklaverei“ zu einem wichtigen Grundsatz. Die vom Verein unterstützten Missionare sollten vor Ort mit ihrer Tätigkeit der „den Menschen entwürdigende[n] Sklaverei“ entgegenwirken, wie es in einem Brief des Erzbischofs von Köln, Philipp Kardinal Krementz, heißt.
Das eigentliche Ziel des Vereins war jedoch „die Civilisation der Neger durch Bekehrung zum Christenthum“. Diese Aufforderung zur christlichen Missionierung war in der Satzung verankert.
Die Aufgaben des Vereins wurden durch Spenden finanziert. Das Geld floss an die verschiedenen Missionare und Projekte in den deutschen Kolonien in Afrika, wobei sich der AVdK zunächst auf Deutsch-Ostafrika beschränkte. Um die Finanzen des Vereins zu verwalten, wurde bei jeder Wahl ein Schatzmeister in den Verwaltungsausschuss gewählt. Diesen Posten hatte über Jahre hinweg der Kölner Bankdirektor Johann Elkan inne.
Fast 40 Jahre nach der Auflösung gab es Überlegungen zu einer Neugründung des Afrika-Vereins. Dieser sollte nicht auf nationaler Ebene auftreten, sondern europaweit als „Afrikaverein europäischer Katholiken“ tätig sein. Solche Bestrebungen wurden aber nie in die Tat umgesetzt.